# Théo Frilet

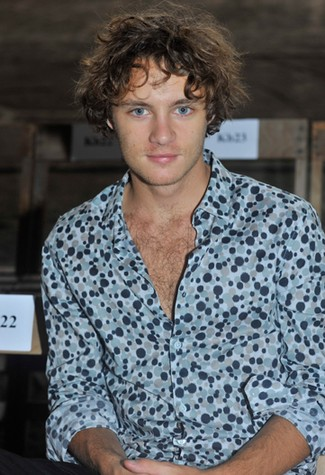
Théo Frilet (2013)

Théo Frilet (* 1987 in Paris) ist ein französischer Schauspieler und Synchronsprecher.

## Leben
Théo Frilet studierte Schauspiel am WRZ Théâtre in Paris und schließlich von 2003 bis 2005 am Cours Florent.
Mit der Rolle des Mickaël in dem von Franck Guérin inszenierten Fernsehdrama An einem Sommertag debütierte Frile 2006 in einem Langspielfilm. Seitdem spielte er in über 30 Film- und Fernsehproduktionen mit. So war er in Neben- und Hauptrollen zu sehen, darunter in Plein Sud – Auf dem Weg nach Süden, Saigon – Der Sommer, die Liebe, der Krieg und der Fernsehserie Versailles. In der sechsteiligen Fernsehserie Ceux de 14 spielte er die Hauptrolle des Maurice Genevoix, eines französischen Infanteristen während des Ersten Weltkrieges.
Seit 2013 konnte sich Frilet auch als Synchronsprecher etablieren. So lieh er in den französischen Vertonungen Schauspielern wie Jamie Bell, Bill Skarsgård, Cameron Monaghan und Rafi Gavron seine Stimme. Seit 2015 ist er die neue Stimme des britischen Schauspielers Eddie Redmayne.

## Filmografie (Auswahl)
- 2006: An einem Sommertag (Un jour d'été)
- 2008: Liebe und Revolution (Nés en 68)
- 2008: School's Out – Schule war gestern (Nos 18 ans)
- 2009: Plein Sud – Auf dem Weg nach Süden (Plein sud)
- 2011: Saigon – Der Sommer, die Liebe, der Krieg (Saïgon, l'été de nos 20 ans)
- 2014: Ceux de 14 (Fernsehserie, sechs Folgen)
- 2014: Candice Renoir (Fernsehserie, eine Folge)
- 2015: Versailles (Fernsehserie, zwei Folgen)
- 2018: Profiling Paris (Profilage, Fernsehserie, eine Folge)